# Pavement Classification Number

Le Pavement Classification Number ou, en sigle, PCN est un code alphanumérique normalisé et utilisé, depuis 1983, par l'Organisation de l'aviation civile internationale pour fournir des renseignements sur la capacité portante de toute chaussée aéronautique d'un aérodrome — piste, voie de circulation, aire de stationnement — et de ce fait de juger de l'admissibilité, pour chaque avion en fonction de sa masse effective, à utiliser ces chaussées ou non. Il est utilisé en association avec le Aircraft Classification Number (ACN) qui détermine, par une cote exprimée par un nombre entier, l'agressivité maximale (masse maximale au roulage) et minimale (masse à vide opérationnelle) d'un avion sur une chaussée.
Ce code est exprimé par une suite composée du nombre ACN suivi de quatre lettres. En écriture, tous les éléments peuvent être accolés ou séparés par une barre oblique.

## Codage
1. Le nombre ACN.
2. Nature de la chaussée :
  - F : pour les chaussées souples, c'est-à-dire composées essentiellement d'enrobé bitumineux,
  - R : pour les chaussées rigides composées essentiellement de béton de ciment.
3. Catégorie de résistance soit du sol support soit du sol naturel sous la chaussée :
  - A : résistance élevé,
  - B : résistance moyenne,
  - C : résistance faible,
  - D : résistance ultra faible.
4. Limite de pression de gonflage des pneumatiques :
  - W : pas de limite,
  - X : 1,5 Mpa,
  - Y : 1 Mpa
  - Z : 0,5 Mpa
5. Méthode d'évaluation du code PCN :
  - T : évaluation technique, c'est-à-dire basée essentiellement sur les caractéristiques mécaniques de la chaussée,
  - U : évaluation par l'expérience, c'est-à-dire basée essentiellement sur l'historique du trafic existant que la chaussée supporte sans dommage significatif.

## Exemple
Un B777-300ER d'un ACN de 64 sur une chaussée flexible (F) à résistance élevée (A) peut utiliser les pistes 07R/25L et 25R/07L de l'aéroport de Bruxelles-National dont le code PCN est 80FAWT mais pas la piste 01/19 dont le code PCN est 59FAWT. Dans les premiers cas, le nombre ACN de l'appareil est inférieur à celui de la piste tandis qu'il est supérieur dans le troisième cas.

### Biographie
- (de) Gerd-Dieter Schmidt, Ermittlung der pavement classification number - PCN : von Flugbetriebsflächen, Stuttgart, Arbeitsgemeinschaft Deutscher Verkehrsflughäfen, 1983, 82 p. (ISBN 978-3-87977-053-3, OCLC 74792619)
- n.c., La méthode ACN/PCN comme outil de gestion des chaussées aéronautiques, Paris, Service technique de l'aviation civile, coll. « Guides et notes d'information techniques, rapports d'études / Chaussées aéronautiques », 2001, 14 p., A4 (présentation en ligne)